# Cynewulf wessexi király
Cynewulf vagy Cynwulf (angolszászul: CYNEVVLF VVESTSEAXNA CYNING), (? – 786) Wessex királya 757-től haláláig.
Elődje, Sigeberht megbuktatása után került a trónra. Állandóan harcban állt a walesiekkel. 779-ben vereséget szenvedett a merciai Offától aki elragadta tőle Bensingtont is. 786-ban rajtaütött Martennál (ma Wiltshire) Cyneheard, a megbuktatott Sigeberht fivére, és lemészárolta a vele együtt lévő thánokkal együtt.

## Házassága
Beorhtric felesége, Cynetryht, Essexi Sigeric leánya, valószínűleg nem szült gyermeket férjének.